# Ожиговецька волость
Ожиговецька волость — історична адміністративно-територіальна одиниця Старокостянтинівського повіту Волинської губернії з центром у містечку Ожигівці.
Станом на 1886 рік складалася з 7 поселень, 5 сільських громад. Населення — 4326 осіб (2127 чоловічої статі та 2199 — жіночої), 523 дворових господарства.
|                     | Площа, десятин | У тому числі орної, дес. |
| ------------------- | -------------- | ------------------------ |
| Сільських громад    | 3834           | 3540                     |
| Приватної власності | 2716           | 2012                     |
| Іншої власності     | 192            | 161                      |
| Загалом             | 6742           | 5713                     |

Поселення волості:
- Ожигівці — колишнє власницьке містечко при річці Збруч за 80 верст від повітового міста, 930 осіб, 126 дворів, православна церква, синагога, єврейський молитовний будинок, училище, школа, 2 постоялих будинки, лавка й казарми прикордонної охорони.
- Курилівка — колишнє власницьке село, 1022 особи, 132 двори, православна церква й постоялий будинок.
- Лонки — колишнє власницьке село, 383 особи, 44 двори, постоялий будинок, вітряний млини й цегельний завод.
- Нова Гребля — колишнє власницьке село при річці Збруч, 132 особи, 26 дворів, постоялий будинок й казарми прикордонної охорони.
- Яхнівці — колишнє власницьке село при річці, 1460 осіб, 172 двори, православна церква, православна церква, школа й постоялий будинок.